# جواد جلالی
جواد جلالی (متولد ۹ خرداد ۱۳۵۶) عکاس و فیلمبردار ایرانی بوده و نامزد آکادمی علوم و هنرهای زیبای بوستون در سال ۲۰۰۹ و نامزد آکادمی علوم و هنرهای زیبای پاریس در سال ۲۰۱۱ شده است. او فیلم بدرود بغداد را عکاسی کرده که از سوی ایران به آکادمی علوم و هنرهای سینمایی آمریکا برای حضور در رقابت جایزه اسکار بهترین فیلم غیر انگلیسی زبان انتخاب شده بود. همچنین او در بیست و نهمین جشنواره فیلم فجر نامزد دریافت عکس صحنه و پشت صحنه برای فیلم‌های آل و خواب‌های دنباله‌دار گردید که برای فیلم خواب‌های دنباله‌دار از طرف هیئت داروان تقدیر شد. او فیلم زمزمه با باد که در جشنواره فیلم کن ۳ جایزهٔ اصلیِ بخش منتقدین را دریافت کرده است را در اندازه سوپراسکوپ و با اسلاید عکاسی کرد که این نخستین تجربهٔ عکاسی فیلم با این لنزها در سینما محسوب می‌شود و نمایش این عکس‌ها در فرانسه، آمریکا و ایتالیا نظر بسیاری از هنرمندان و منتقدان را به ویژه در محتوا، ترکیب بندی و کمپوزیسیون به عنوان عکس‌هایی تأثیرگذار و صاحب نگاه از کردستان عراق به خود جلب کرد در اکسپوی عکس تئاتر ایران که توسط خانه هنرمندان ایران برای نکوداشت مجید بهرامی بازیگر تئاتر و سینما که مبتلا به بیماری سرطان است برگزار شد سی قطعه عکس از جمله سه قطعه از عکس‌های فیلم بدرود بغداد از جواد جلالی به نمایش گذاشته شد که در روز افتتاح یکی از این عکس‌ها که مزین به امضای بزرگان سینما و تئاتر هم بود به قیمت ۸۰ میلیون تومان به فروش رسید که به همراه تمامی عایدات این نمایشگاه به مخارج درمان مجید بهرامی اختصاص خواهد یافت. فروش این عکس به اعتقاد برخی یک اتفاق بی‌سابقه و یک رکورد برای قیمت یک قطعه عکس در ایران محسوب می‌شود. عکس‌های او در مجلات داخلی چون ماهنامه فیلم، دنیای تصویر، صنعت سینما، سینما، گلستانه، پردیس، روزنامه‌هایی چون، شرق، اعتماد، تهران امروز، ایران، همشهری، تهران تایمز، و مجلات خارجی چون، ورایتی، سینما موشن فرانسه، ریل تایم آرت فرانسه، ووگ ایتالیا، دیجیتال فتو ژورنال استرالیا، اسکرین کن فرانسه، لوموی ایتالیا، ورنن گالری مگزین، لوموند فرانسه با موضوعات سینما، زندگی روزمره و مردم‌شناسی در ایران، هندوستان، عراق، ارمنستان، افغانستان، زندگی در کوره پزخانه‌ها، مهاجرین و پناهندگان، عرفان در معماری ایرانی، معلولین ذهنی و جسمی و فاین آرت به چاپ رسیده است. او فیلمبردار فیلم سینمایی بغض به کارگردانی رضا درمیشیان می‌باشد که در ترکیه فیلمبرداری شده است، تورج اصلانی مدیر فیلمبرداری بغض، دلیل انتخاب جواد جلالی را، شناخت او از رنگ، نور و حرکت دوربین و تسلطش در عکاسی می‌داند و می‌گوید که این فیلم با دو دوربین مستقل، که هر کدام از دوربینها راوی نگاه خود و جامپ کات‌ها از فیلم بوده‌اند، فیلمبرداری شده است و این گونه فیلمبرداری تجربهٔ جدیدی در سینمای ایران می‌باشد. وی در پانزدهمین جشن خانه سینمای ایران نامزد دریافت تندیس خانه سینما برای فیلم بدرود بغداد گردید. یک قطعه عکس سینمایی که از دیگر آثار او می‌باشد، در گنجینهٔ ملی خانه هنرمندان ایران حفظ و نگهداری می‌شود وی در بیست و پنجمین جشنواره بین‌المللی فیلم‌های کودکان و نوجوان تندیس پروانه زرین بهترین عکس فیلم را دریافت کرد مجموعه عکس نوشته‌های جواد جلالی از فیلم بدرود بغداد در پردیس سینمایی ملت به نمایش درآمد. در این نمایشگاه عکس‌های صحنه و پشت صحنه فیلم بدرود بغداد در قالب فتوآرت که ترکیبی از عکس با کلاژی از موسیقی فیلم می‌باشد، به نمایش گذاشته شد. عکس‌ها با صداهای پشت صحنه فیلم، فضاسازی شده و یک اتفاق مفهومی را برای مخاطب رقم می‌زند.
جواد جلالی در سی‌امین دوره جشنواره فیلم فجر برای فیلم بدرود بغداد ساخته مهدی نادری موفق به دریافت سیمرغ بلورین بهترین عکس فیلم گردید. وی دومین سیمرغ بلورین خود را در سی و دومین دوره جشنواره فیلم فجر برای فیلم برلین منهای هفت دریافت کرد. . در سی و پنجمین جشنواره فیلم فجر او به عنوان عضو هیئت داوران بخش عکس، پوستر، تیزر و آنونس انتخاب گردید. در سی و ششمین دوره جشنواره فیلم فجر وی موفق گردید سومین سیمرغ بلورین بهترین عکس فیلم را برای فیلم پریناز دریافت کند.

## عکس فیلم
- پیرپسر (۱۴۰۰)
- برلین منهای هفت (۱۳۹۱)
- بانویی از ماه (۱۳۹۰)
- پریناز (۱۳۸۹)
- هرچی خدا بخواد (۱۳۸۹)
- خواب‌های دنباله دار (۱۳۸۸)
- آل (فیلم) (۱۳۸۸)
- بدرود بغداد (۱۳۸۸)
- بیست (۱۳۸۷)
- زمزمه با باد (۱۳۸۷)
- دلداده (۱۳۸۶)
- هرشب تنهایی (۱۳۸۶) (عکاس مهمان)
- آنجا (۱۳۸۶)

## فیلمبردار
- بغض (۱۳۹۰)

## جوایز و جشنواره‌ها

جواد جلالی در کنار عکس برگزیده اش در اکسپو عکس تئاتر و سینمای ایران

- تندیس بلورین و دیپلم افتخار بهترین فیلم کوتاه داستانی برای فیلم اتوبان ۱۳۷۹
- نامزد دریافت نشان آکادمی علوم و هنرهای زیبای بوستون
- نامزد دریافت سیمرغ بلورین بهترین عکس صحنه بیست و نهمین جشنواره فیلم فجر برای فیلم آل (فیلم)[۲۱]
- نامزد دریافت سیمرغ بلورین بهترین عکس صحنه بیست و نهمین جشنواره فیلم فجر برای فیلم خواب‌های دنباله دار
- نامزد دریافت سیمرغ بلورین بهترین عکس پشت صحنه بیست و نهمین جشنواره فیلم فجر برای فیلم آل (فیلم)
- نامزد دریافت تندیس بهترین عکس در پانزدهمین جشن خانه سینما برای فیلم بدرود بغداد[۲۲]
- تقدیر هیئت داوران در بخش بهترین عکس صحنه بیست و نهمین جشنواره فیلم فجر برای فیلم خواب‌های دنباله دار[۲۳]
- نامزد دریافت نشان آکادمی علوم و هنرهای زیبای فرانسه
- عکس برگزیده اکسپو تئاتر و سینمای ایران ۱۳۹۰[۲۴]
- پروانه زرین بهترین عکس فیلم در بیست و پنجمین جشنواره بین‌المللی فیلم کودکان و نوجوان[۲۵]
- سیمرغ بلورین بهترین عکس سی‌امین دوره جشنواره فیلم فجر برای عکس‌های فیلم بدرود بغداد[۲۶]
- تندیس و دیپلم افتخار بهترین عکس دوازدهمین دوره جشنواره بین‌المللی فیلم مقاومت برای مجموعه عکسهای فیلم برلین منهای هفت ۱۳۹۱[۲۷]
- سیمرغ بلورین بهترین عکس سی و دومین دوره جشنواره فیلم فجر برای عکس‌های فیلم برلین منهای هفت
- داوری بخش عکس، پوستر، تیزر و آنونس سی و پنجمین دوره جشنواره فیلم فجر
- سیمرغ بلورین بهترین عکس سی و ششمین دوره جشنواره فیلم فجر برای عکس‌های فیلم پریناز[۲۸]
- داوری مسابقه عکس پنجمین جشن عکاسان سینما[۲۹]